# ماركوس فريمان
ماركوس فريمان (بالإنجليزية: Marcus Freeman)‏ هو لاعب كرة قدم أمريكية أمريكي، ولد في 24 أكتوبر 1983 في سانت بول في الولايات المتحدة.